# Fords Prairie
Fords Prairie az Amerikai Egyesült Államok északnyugati részén, Washington állam Skagit megyéjében elhelyezkedő település.
Fords Prairie önkormányzattal nem rendelkező, úgynevezett statisztikai település; a Népszámlálási Hivatal nyilvántartásában szerepel, de közigazgatási feladatait Lewis megye látja el. A 2010. évi népszámlálási adatok alapján 1959 lakosa van.
A helység névadója Sidney S. Ford Sr. bíró és felesége, Nancy.

## Népesség
A település népességének változása:
| Lakosok száma | 1404 | 2250 | 2582 | 2480 | 1961 | 1959 | 2234 |
|               | 1960 | 1970 | 1980 | 1990 | 2000 | 2010 | 2020 |

## Fordítás
- Ez a szócikk részben vagy egészben  a   Fords Prairie, Washington című angol Wikipédia-szócikk ezen változatának fordításán alapul.  Az eredeti cikk szerkesztőit annak laptörténete sorolja fel. Ez a jelzés csupán a megfogalmazás eredetét és a szerzői jogokat jelzi, nem szolgál a cikkben szereplő információk forrásmegjelöléseként.